# Malgbe
Le malgbe (ou goulfei, gulfe, gulfei, malbe, malgwe, ngwalkwe, sanbalbe) est une langue tchadique biu-mandara du groupe kotoko, parlée principalement au sud-ouest du Tchad, ainsi qu'au Cameroun, dans la Région de l'Extrême-Nord, dans le département du Logone-et-Chari, autour du Chari, dans l'arrondissement de Goulfey, au nord de Kousséri.
Elle est liée à l'afade, au maslam, au mpade, au mser et au lagwan.
Le nombre total de locuteurs a été estimé à 36 000. Avec 6 000 locuteurs au Cameroun en 2004, le malgbe y est considéré comme une langue en danger (statut 6b).